# UGC 10770
UGC 10770 = Arp 32 ist ein interagierendes Galaxienpaar im Sternbild Drache. Sie ist schätzungsweise 58 Millionen Lichtjahre von der Milchstraße entfernt.
Halton Arp gliederte seinen Katalog ungewöhnlicher Galaxien nach rein morphologischen Kriterien in Gruppen. Diese Galaxie gehört zu der Klasse Spiralgalaxien mit der Form eines Integralzeichens (Arp-Katalog).